# Milchschokolade

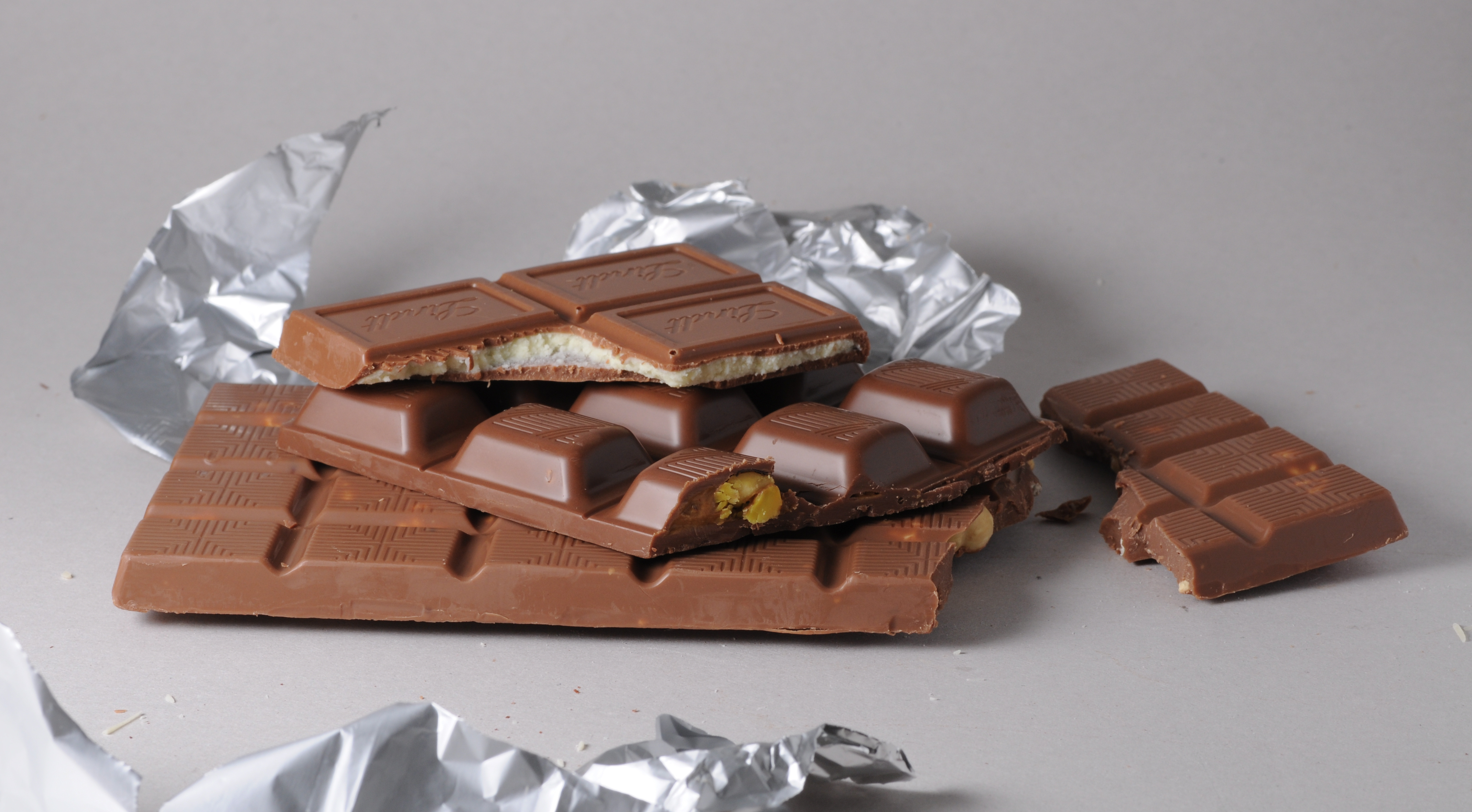
Verschiedene Milchschokoladen: Haselnuss-, Pistazien- und Milchfüllung

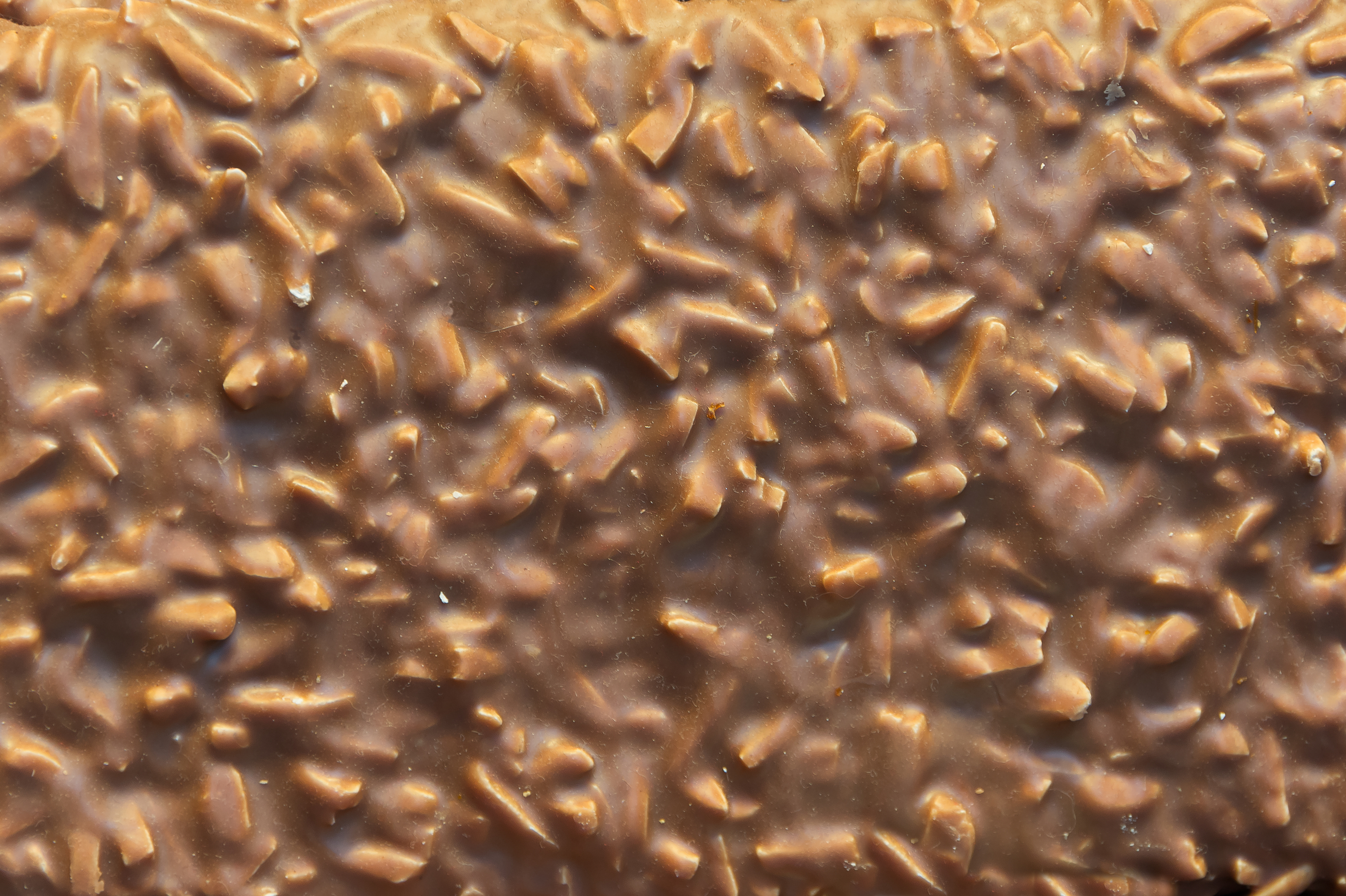
Vollmilchschokolade mit Mandeln

Milchschokolade ist ein Schokoladenerzeugnis aus Kakaoerzeugnissen (Kakao, Kakaobutter), Zuckerarten und Milch oder Milcherzeugnissen. Andere Bezeichnungen sind Vollmilch- oder Alpenmilchschokolade. Milchschokolade ist hitzeempfindlicher und weniger lange haltbar als Bitterschokolade. Sie sollte kühl und trocken bei etwa 18 Grad gelagert werden.
Die erste Milchschokolade wurde 1839 in Dresden von Jordan & Timaeus mit Eselsmilch entwickelt, wobei zu beachten ist, dass bis gegen Ende des 19. Jahrhunderts in weiten Teilen Deutschlands Eselsmilch preiswerter als Kuhmilch war. Diese Entwicklung geschah vor dem Schweizer Daniel Peter, der ab 1867 zunächst Kuhmilch-Pulver verarbeitete, bevor ihm mit Hilfe von Kondensmilch aus Kuhmilch 1875 der Durchbruch gelang: Dadurch wurden Schmelz und Geschmack verbessert und die Verarbeitung effizienter und preiswerter gestaltet. Darüber hinaus ließ sich diese Schokolade nun in jede beliebige Form gießen.
Milchschokolade ist eine Verkehrsbezeichnung; gewisse technische und chemische Merkmale der als Milchschokolade bezeichneten Ware sind somit gesetzlich definiert.
Laut der Richtlinie 2000/36/EG des Europäischen Parlaments und des Rates über Kakao- und Schokoladeerzeugnisse für die menschliche Ernährung, der Schweizer Verordnung über Zuckerarten, süsse Lebensmittel und Kakaoerzeugnisse und § 3 der deutschen Verordnung über Kakao- und Schokoladenerzeugnisse (Kakaoverordnung) muss Milchschokolade folgende Zusammensetzung besitzen:
- Gesamtkakaotrockenmasse mindestens 25 Massenprozent
- Milchtrockenmasse mindestens 14 Massenprozent aus teilweise oder vollständig getrockneter Vollmilch, teil- oder vollentrahmter Milch, Rahm, Butter oder Milchfett
- entölte Kakaotrockenmasse mindestens 2,5 Massenprozent
- Milchfett mindestens 3,5 Massenprozent
- Gesamtfettgehalt (aus Kakaobutter und Milchfett) mindestens 25 Massenprozent.

Bei ergänzenden Bezeichnungen gelten die folgenden zusätzlichen Bestimmungen:
- Bei Zusatz von -streusel oder -flocken zur Produktbezeichnung:
  - Gesamtkakaotrockenmasse mindestens 20 Massenprozent
  - Milchtrockenmasse mindestens 20 Massenprozent aus teilweise oder vollständig getrockneter Vollmilch, teil- oder vollentrahmter Milch, Rahm, Butter oder Milchfett
  - Gesamtfettgehalt (aus Kakaobutter und Milchfett) mindestens 12 Massenprozent
- Bei Zusatz von -kuvertüre zur Produktbezeichnung:
  - Gesamtkakaotrockenmasse mindestens 31 Massenprozent
- Bei Zusatz von Gianduja- zur Produktbezeichnung:
  - Milchtrockenmasse mindestens 10 Massenprozent aus teilweise oder vollständig getrockneter Vollmilch, teil- oder vollentrahmter Milch, Rahm, Butter oder Milchfett
  - Zwischen 15 und 40 Gramm fein gemahlenen Nüssen pro 100 Gramm Schokolade
  - Zusatz von Mandeln, Haselnüssen und anderen Nüssen höchstens 60 Massenprozent des Gesamtgewichts.